# 太浦河

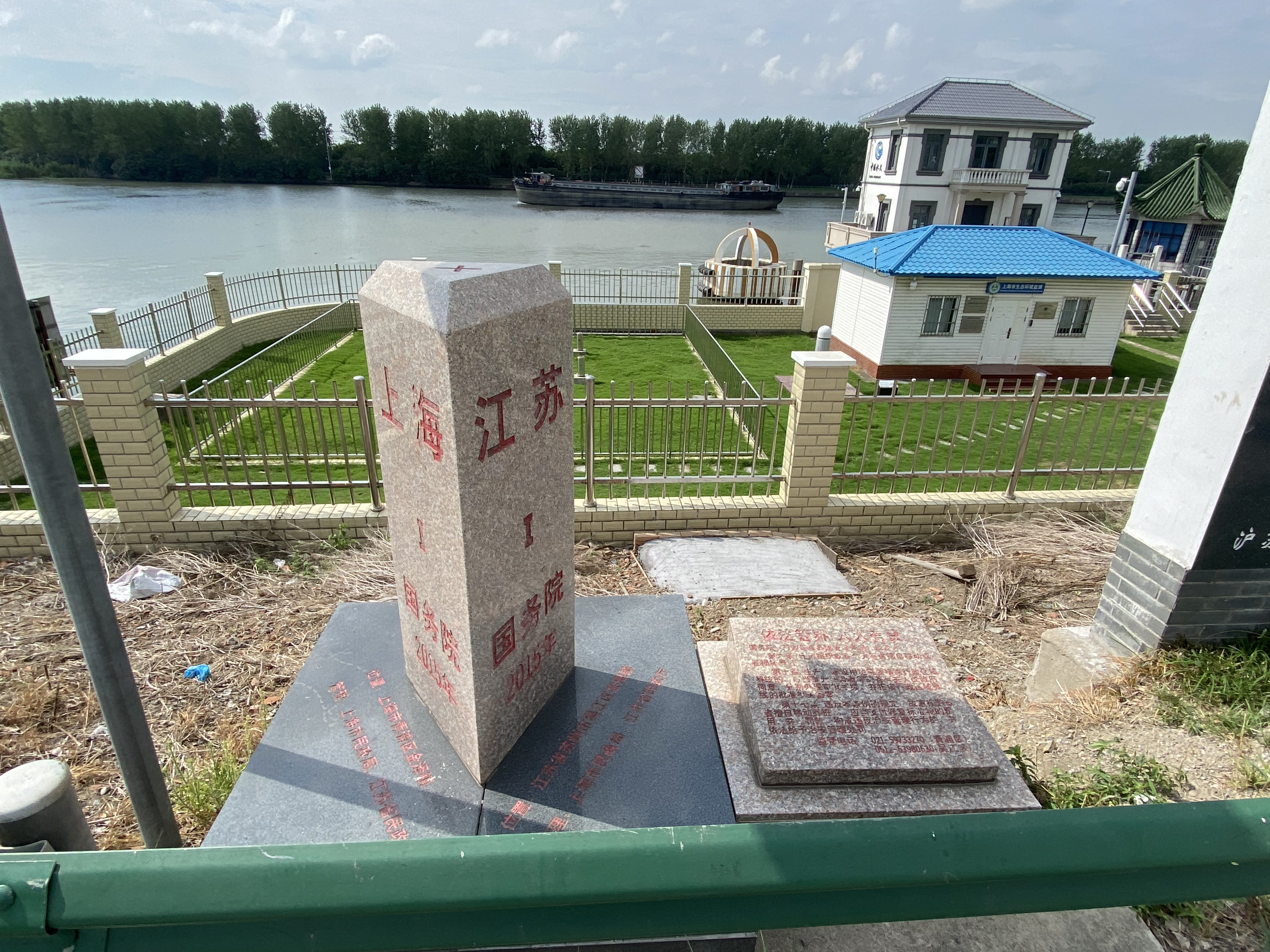
从北侧（上海、江苏）观望太浦河

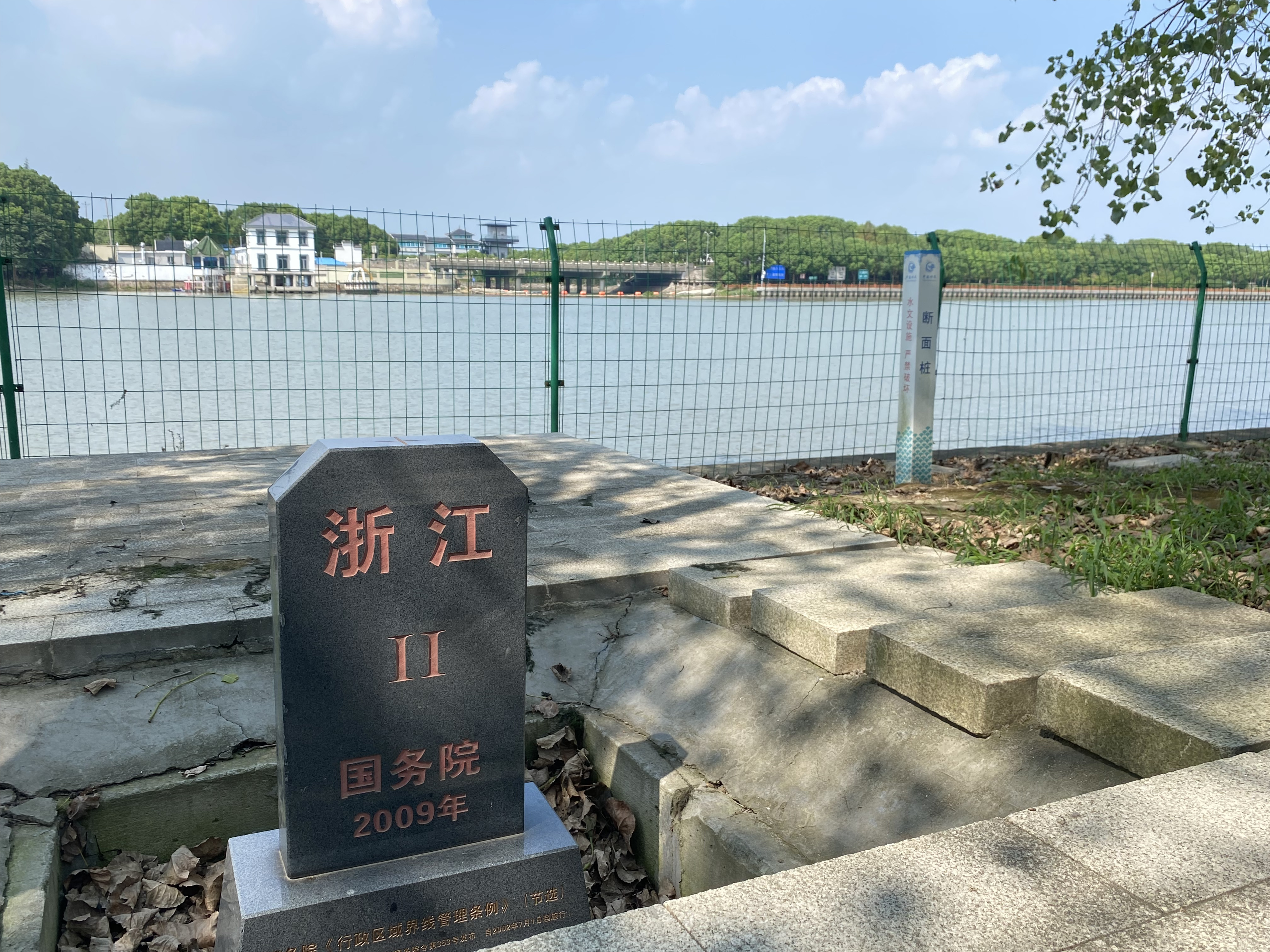
从南侧（浙江）观望太浦河

太浦河，是流经江苏省、浙江省和上海市的人工河流，因沟通太湖和黄浦江而得名，接太湖来水，流入泖河。西起江苏省苏州市吴江区，经浙江省嘉兴市嘉善县，东至上海市青浦区，长57.2公里。1995年贯通。